# Stawell River
Stawell River är ett vattendrag i Australien. Det ligger i delstaten Queensland, omkring 1 300 kilometer nordväst om delstatshuvudstaden Brisbane.
Trakten runt Stawell River består i huvudsak av gräsmarker. Trakten runt Stawell River är nära nog obefolkad, med mindre än två invånare per kvadratkilometer. Genomsnittlig årsnederbörd är 445 millimeter. Den regnigaste månaden är februari, med i genomsnitt 108 mm nederbörd, och den torraste är augusti, med 2 mm nederbörd.